# Anna Boyé-Guerquin
Anna Boyé-Guerquin (ur. 24 kwietnia 1922 w Kościanie, zm. 1 sierpnia 2001) – polska architektka.

## Życiorys
W dzieciństwie mieszkała w Warszawie. W okresie okupacji niemieckiej uczęszczała do Żeńskiej Szkoły Architektury im. Stanisława Noakowskiego, Po uzyskaniu dyplomu rozpoczęła studia konspiracyjne na Wydziale Architektury Politechniki Warszawskiej. W tym samym czasie była członkiem Szarych Szeregów, a w czasie powstania warszawskiego – sanitariuszką w szpitalu polowym. 
Po zakończeniu wojny kontynuowała studia na Wydziale Architektury i po ich ukończeniu rozpoczęła pracę w Biurze Odbudowy Stolicy, w którym została współautorką projektów odbudowy części kamienic na Starym i Nowym Mieście (do części z nich zaprojektowała także wyposażenie wnętrz), m.in. przy Rynku Starego Miasta 2, 18 i 20, Krakowskim Przedmieściu 57 i 59, Koziej 34 i 36, Miodowej 1, Wąskim Dunaju 4, 6, 8, Mostowej 21/23 – 29 i Długiej 28, a także pałac Marii z Lubomirskich Radziwiłłowej przy Długiej  26.
W 1950 wyszła za architekta Bohdana Guerquina i w 1954 zamieszkała we Wrocławiu, gdzie podjęła pracę w Biurze Projektów Miasta Wrocławia, a od 1962 r. w pracowni projektowej oddziału wrocławskiego Pracowni Konserwacji Zabytków. Zaprojektowała odbudowę kamienic przy ul. Złote Koło 1/2, przy ul. Kuźniczej 11, 12 i 13, a także kierowała pracami rewaloryzacyjnymi Arsenału, a w Henrykowie prowadziła prace adaptacyjne gotyckiego konwentu cystersów na kompleks szkół ogrodniczych, zaś w Nysie zaprojektowała pałac ślubów w dawnych kanoniach. Ponadto w Poznaniu współprojektowała rewaloryzację i częściowe odtworzenie wnętrz hotelu Bazar. Była także autorką projektów konserwatorskich i rewaloryzacyjnych architektury w założeniach parkowych i ogrodowych m.in. pałacu w Rydzynie, zamku w Wojnowicach, byłego konwiktu jezuitów w Kłodzku, tarasach przy zamku w Książu, parki w Falentach, Winiarach, Starej Wsi k. Otwocka. 
Za zasługi została odznaczona Złotym Krzyżem Zasługi. Po przejściu na emeryturę w 1984. pracowała nadal przy odbudowie i wystroju wnętrz obiektów zabytkowych Wrocławia i Dolnego Śląska.
Zmarła 1 sierpnia 2001 i została pochowana na cmentarzu św. Rodziny przy ul. Smętnej we Wrocławiu.